# Шаталин, Юрий Васильевич
Ю́рий Васи́льевич Шаталин (26 декабря 1934, город Дмитров, Московская область — 14 ноября 2000, Москва) — советский военачальник, генерал-полковник (1987).

## Военная служба
Из семьи рабочих, мать работала на речном флоте. Русский. Окончил среднюю школу в г. Икша Дмитровского района Московской области в 1954 году.
С 1954 года — в Советской Армии. Учился в Владимирском пехотном училище, после его расформирования был переведён в Уфимское пехотное училище, а оттуда — в Баку. Окончил Бакинское военное училище в 1957 году. С 1957 по 1962 годы — командир танкового взвода, командир танковой роты в Прикарпатском военном округе. В 1965 году окончил Военную академию имени М. В. Фрунзе. С 1965 года служил в Туркестанском военном округе — командир мотострелкового батальона 54-го гвардейского мотострелкового полка 203-й мотострелковой дивизии, с 1967 года — начальник штаба 180-го мотострелкового полка 108-й мотострелковой дивизии, с 1969 года — офицер оперативного управления в штабе Туркестанского военного округа, с 1970 года — командир 373-го гвардейского мотострелкового полка 5-й гвардейской мотострелковой дивизии, с 1972 по 1974 годы — начальник штаба 58-й мотострелковой дивизии.
В 1976 году окончил Военную академию Генерального штаба Вооружённых Сил имени К. Е. Ворошилова. С 1976 года — командир 5-й гвардейской мотострелковой Зимниковской дивизии имени 60-летия СССР в Туркестанском военном округе. Дивизия была дислоцирована в городе Кушка Туркменской ССР у границы с Афганистаном. В декабре 1979 года дивизия первой из числа Сухопутных войск была введена в Афганистан с началом Афганской войны. Пройдя маршем по территории Афганистана несколько сотен километров, дивизия расположилась в районах Герата, Шинданда и Кандагара. В течение года участвовал в боевых действиях.
С декабря 1980 года — начальник штаба 7-й гвардейской армии Закавказского военного округа, с мая 1982 года — командующий этой армией (штаб — г. Ереван). Генерал-лейтенант (28.04.1984). С августа 1984 года начальник штаба — первый заместитель командующего войсками Московского военного округа.

## Во главе внутренних войск
В конце 1986 года переведён из Советской Армии во Внутренние войска МВД СССР — 24 декабря был назначен начальником Главного управления Внутренних войск МВД СССР. Позднее, после реорганизации управления войсками, с 15 октября 1990 года должность стала именоваться — командующий Внутренними войсками МВД СССР. На период командования Ю. В. Шаталиным Внутренними войсками МВД на их долю пришлось участие в многочисленных межнациональных конфликтах на территории СССР — Карабахский конфликт (1987—1991), конфликты в Армении и в Азербайджане (с 1988), грузино-абхазский конфликт (с 1989), Ферганские погромы (1989), Ошские события 1990 года и другие. Лично вылетал в большинство этих «горячих точек» (например, в 1989 году находился в командировках 212 суток). Внутренние войска МВД в те годы неофициально называли «воюющими войсками».
Кроме выполнения задач по охране правопорядка и локализации конфликтов, руководил действиями войск по поддержанию порядка в зоне аварии на Чернобыльской АЭС и Спитакского землетрясения. В плане развития войск выдвинул предложения по снятии с Внутренних войск МВД их прежде основной задачи — охраны мест лишения свободы и конвоирования осуждённых лиц, о переводе войск на контрактную основу, на создание хорошо обученных частей специального назначения. Часть этих предложений начала реализовываться ещё под руководством Ю. В. Шаталина, большинство остальных — уже после его отставки. Инициатор создания бригад особого назначения. «Крестный отец» краповых беретов. Ю. В. Шаталина называют «генерал горячих точек».

## Последние годы
21 сентября 1991 года был освобождён от должности командующего Внутренними войсками МВД СССР, его бездоказательно обвиняли в содействии ГКЧП. Некоторое время оставался без назначения. С декабря 1991 года первый заместитель Главнокомандующего Пограничными войсками РФ. В 1992—1993 годах активно участвовал в локализации осетино-ингушского конфликта, с 12 февраля был заместителем главы временной администрации в зоне конфликта, а с 27 марта 1993 года по 13 июля 1993 года — главой временной администрации в ранге заместителя председателя ФСК России в условиях чрезвычайного положения. После убийства главы временной администрации В. В. Поляничко с 1 августа до 16 сентября 1993 исполнял обязанности главы временной администрации.
С 23 декабря 1993 года — советник председателя Правительства РФ. В 1995 году уволен с военной службы по достижении предельного возраста пребывания на военной службе.
Член КПСС. Член Центрального Комитета КПСС (июнь 1990 — август 1991).
Последние годы жил в г. Хотьково Московской области.
Скончался 14 ноября 2000 года. Похоронен на Троекуровском кладбище Москвы.
Имел сына и дочь.

## Награды и звания
- Орден Мужества — за мужество, проявленное при ликвидации последствий аварии на Чернобыльской АЭС
- Орден Красного Знамени
- Орден Красной Звезды
- Орден «За службу Родине в Вооружённых Силах СССР» 2-й степени
- Орден «За службу Родине в Вооружённых Силах СССР» 3-й степени
- Орден «Знак Почёта»
- Медали СССР
- Медаль «30-я годовщина Революционных Вооружённых сил Кубы» (Куба, 24.11.1986)
- награды Демократической Республики Афганистан и Монгольской Народной Республики
- Краповый берет — за вклад в развитие специальных подразделений внутренних войск (дата вручения неизвестна)[11]

## Воинские звания[12]
- полковник (1975)
- генерал-майор (30.10.1978)
- генерал-лейтенант (28.04.1984)
- генерал-полковник (29.10.1987)[13]

## Память
- Бюст Ю. В. Шаталина установлен в деревне Данилово городского поселения Ашукино
- Улица в деревне Данилово
- Проезд в городе Хотьково (2001)
- Приказом Министра внутренних дел РФ в 2000 году самолёт Ан-72 Управления авиации Внутренних войск МВД назван именем генерала Ю. В. Шаталина